# 海伦·艾奇逊
海伦·艾奇逊（英語：Helen Aitchison，1881年12月6日—1947年5月26日），英国女子网球运动员。她曾代表英国参加1912年夏季奥林匹克运动会网球比赛，联同赫伯特·巴雷特获得室内混合双打银牌。